# Guilherme Borges Moraes Silva
Guilherme Borges Moraes Silva, né le 5 février 1999 à São Bernardo do Campo au Brésil, est un handballeur Brésilien qui évolue au Istres Provence Handball,,.